# エイント・ザット・ア・シェイム
「エイント・ザット・ア・シェイム」(Ain't That a Shame) は、ファッツ・ドミノとデイヴ・バーソロミューが書いた楽曲。日本語では、「悪いのはあなた」という曲名で言及されることもある。
ドミノが最初に吹き込んだバージョンは、「エイント・イット・ア・シェイム」(Ain't It a Shame) という曲名で、1955年にインペリアル・レコードからリリースされ、ヒットとなり、最終的には百万枚以上を売り上げた。『ビルボード』誌のR&Bチャートで首位に立ち、ポップ・チャートでも10位まで上昇した。『ローリング・ストーン』誌の「ローリング・ストーンの選ぶオールタイム・グレイテスト・ソング500」では第438位に入った。
この録音は、ファッツ・ドミノのデビュー・アルバム『Rock and Rollin' with Fats Domino』（1956年）に収められ、次いでコンピレーション・アルバム『Fats Domino Swings (12,000,000 Records)』（1958年）にも収録された。その後、1963年には、ボーカル・コーラスがオーバー・ダビングされて、アルバム『Let's Dance with Domino』（1963年）にも取り上げられた。1983年、ファッツ・ドミノはこの曲を再録音し、このバージョンは彼の最後のアルバムとなった『Alive and Kickin'』（2006年）にも「Ain't That a Shame 2000」のタイトルで収録された。
この曲は、パット・ブーンによってカバーされたことで、全国的に知られるようになった。ドミノのバージョンは、程なくしてブーン以上の人気となり、デビュー曲「The Fat Man」を録音してから6年後にしてマス市場に彼の音楽が浸透するようになった。「エイント・ザット・ア・シェイム」以降、メインストリームのアーティストたちがドミノの楽曲をカバーするようになり、例えばテレサ・ブリュワーは、ドミノが取り上げたフォーク・ソング「Bo Weevil」を歌った。
この他にも、この曲は、フォー・シーズンズ（1963年）、ジョン・レノン（1975年）、ポール・マッカートニー（1988年）などにもカバーされ、チープ・トリック（1978年）のバージョンが特に知られている。

## パット・ブーンによるカバー
パット・ブーンは、ファッツ・ドミノのシングルが出た直後の1955年5月に、この曲を吹き込んだ。この録音は同月のうちにシングルとしてリリースされ、曲名は「Ain't That a Shame」とされ、ブーンのデビューアルバム『Pat Boone』（1956年）にも収められた。一説によると、ブーンは、より広い聴衆に訴求するために曲名と歌詞を「Isn't That a Shame」と変えることを提案したが、プロデューサーらに説得されて断念したという。結局、ブーンが吹き込んだこの曲は、彼にとって初めて『ビルボード』誌のチャートの首位に立った曲となり「Most Played in Jukeboxes」のチャートの首位に2週間とどまった。ドミノはブーンによるカバーに感謝の意を表した。ブーンは、あるコンサートの際にドミノからステージに上がるよう促され、その際ドミノが大きな金の指輪を見せながら「パット・ブーンが俺にこいつを買ってくれたんだ」と言った、というエピソードを好んで語っているが、ドミノとバーソロミューは他のアーティストたちによるレコード売り上げやラジオ放送から、作者としてのロイヤリティを得ていた。

## チープ・トリックによるカバー
チープ・トリックが、1978年のライブ・アルバム『チープ・トリックat武道館』からリリースしたバージョンはチャートの35位まで上昇した。『キャッシュボックス』誌も「ファッツ・ドミノのクラシックを素晴らしい狂乱に仕立てた (superb rave-up of the Fats Domino classic)」と評した。このカバーは、ファッツ・ドミノも気に入っていたと伝えられる。ドミノは、チープ・トリックに1955年のシングルのゴールド・レコードを贈り、ギタリストのリック・ニールセンがこれを受け取った。もう一つ別のライブ・バージョンは、1999年に録音され、2001年のアルバム『Silver』に収録された。
『Classic Rock』誌の批評家マルコム・ドーム (Malcolm Dome) は、この曲をチープ・トリックとしては4番目に偉大な楽曲だとしており、カバー曲でありながら「バンドは効果的に自分たちのものにしている (the band effectively made it their own)」と述べている。
2016年にロックの殿堂入りのセレモニーが行われた際、チープ・トリックはライブのフィナーレでこの曲を演奏した。この演奏には、シカゴのロバート・ラム、ジェームズ・パンコウ、リー・ロックネイン、ウォルター・パラゼイダーをはじめ、ディープ・パープルのデイヴィッド・カヴァデール、グレン・ヒューズ、さらに、スティーヴ・ミラー、シェリル・クロウ、グレイス・ポッター、スティーヴ・ヴァン・ザント、ロブ・トーマス、ポール・シェイファーが参加した。

### チャート
| チャート（1979年）                  | 最高位 |
| ----------------------------------- | ------ |
| アメリカ合衆国 Billboard Hot 100    | 35     |
| カナダ RPM Top Singles              | 13     |
| オランダ シングル・チャート         | 25     |
| ニュージーランド シングル・チャート | 24     |

## その他のカバー・バージョン
フォー・シーズンズのバージョンは、1963年に『ビルボード』誌のチャートで最高22位まで上昇した。この曲は、彼らの1963年のスタジオ・アルバム『Ain't That A Shame and 11 Others.』にも収録された。『キャッシュボックス』誌はこのバージョンを「淫らな、ミディアム・ペースの、相手を変えながらダンスを続けるロマンティックな存在 (a raunchy, medium-paced, multi-dance romancer)」と評した。
「エイント・ザット・ア・シェイム」は、ジョン・レノンが演奏を学んだ最初の楽曲であった。後年、彼はアルバム『ロックン・ロール』（1975年）でこの曲をカバーした。レノンのバージョンは、2007年のトリビュート・アルバム『Goin' Home: A Tribute to Fats Domino』（ヴァンガード・レコード）の冒頭に収められた。
ビートルズの同僚であったポール・マッカートニーもこの曲を複数回録音しており、最初は1988年の『バック・イン・ザ・U.S.S.R.』に、次いで1990年の『ポール・マッカートニー・ライブ!!』にもこの曲を収録した。後者は、ザ・ポール・マッカートニー・ワールド・ツアーの際に収録されたものである。
この他、ドミノのオリジナル・バージョンをカバーしたアーティストには、マイク・カーブ・コングリゲイションと共演したハンク・ウィリアムズ・ジュニア、アルバム『Lovin' and Learnin'』（1976年）で取り上げたタニヤ・タッカー、1977年のセルフタイトル・アルバムに収録したブラウンズヴィル・ステーション,
1982年のアルバム『Mud featuring Les Gray』でこの曲を取り上げたマッドなどがいる。他方では、パット・トーピーが、チープ・トリックのバージョンをアルバム『Odd Man Out: Y2K』（1999年）でカバーしている。